# Редедя
Редедя (адиг. Ридадэ) — вождь касогів (черкесів), який 1022 року у війні з Мстиславом Володимировичем, щоб не винищувати військ, запропонував закінчити конфлікт двобоєм, у якому Редедя загинув. Ця подія знайшла відгомін у Повісті Минулих Літ та у «Слові о полку Ігореві».
Із Редедею пов'язані міфічні генеалогії російських дворянських та боярських родин Редегіних (бл. 30-ти прізвищ, зокрема Белеутови, Добринські, Сорокоумови-Глібови, Лопухіни, Ушакови). За цими фальсифікатами, Редедя мав синів Романа та Юрія. Старший — Роман — одружився з дочкою Мстислава Володимировича Тетяною і продовжив рід, а молодший загинув у Лиственській битві 1024. Інший відомий фальсифікат, пов'язаний із Редедею — адигська пісня, нібито записана в 19 ст., опублікована 1861 Шора-Бакмурзином-Ногмовим в «Історії Адигейського народу».

## Фальсифікати
Із Редедю пов'язані міфічні генеалогії московських дворянських та боярських родин Редегіних (близько 30-ти фамілій, зокрема Белеутови, Добринські, Сорокоумови-Глібови, Лопухіни, Ушакови).
За цими фальсифікатами, Регедя мав синів Романа та Георгія (Юрія). Старший — Роман — одружився з дочкою Мстислава Володимировича Тетяною і продовжив рід, а молодший загинув у Лиственській битві 1024.
Інший відомий фальсифікат — адигська пісня, нібито записана в ХІХ ст., опублікована 1861 року Ногмовим в «Історії Адигейського народу».

### Монографії. Статті
- Гадло А. В. Предыстория Приазовской Руси: Очерки истории русского княжения на Северном Кавказе. Санкт-Петербург, 2004.
- Зимин А. А. Формирование боярской аристократии в России во второй половине XV — первой трети XVI в. Москва, 1988.
- Лопатинский Л. Г. Мстислав Тмутараканский и Редедя по сказаниям черкесов // Известия Бакинского государственного университета, 1921, № 1, 2-й полутом (гуманитарные науки)
- Прохоров Г. М. Редедя // Энциклопедия Слова о полку Игореве, т. 4. Санкт-Петербург, 1995.
- Трубецкой Н. С. Редедя на Кавказе // Этнографическое обозрение. Москва, 1911, № 1–2 (кн. 88–89).
- Цыганков С. А. Поединок Мстислава с Редедей и его отражение в фольклоре // Вестник Санкт-Петербургского университета. — Серия 2: История. — 2008. — Декабрь. — Выпуск 4. — Часть 1. — С. 3—9.

### Довідники
- Котляр, М. Ф.; Плахонін, А. Г. Редедя // Енциклопедія історії України : у 10 т. / редкол.: В. А. Смолій (голова) та ін. ; Інститут історії України НАН України. — К. : Наукова думка, 2012. — Т. 9 : Прил — С. — С. 167. — ISBN 978-966-00-1290-5.
- Енциклопедія українознавства : Словникова частина : [в 11 т.] / Наукове товариство імені Шевченка ; гол. ред. проф., д-р Володимир Кубійович. — Париж — Нью-Йорк : Молоде життя, 1955—1995. — ISBN 5-7707-4049-3.
- Редедя // Українська мала енциклопедія : 16 кн. : у 8 т. / проф. Є. Онацький. — Накладом Адміністратури УАПЦ в Аргентині. — Буенос-Айрес, 1963. — Т. 6, кн. XII : Літери По — Риз. — С. 1572. — 1000 екз.